# 엔트리 (웨스트버지니아주)
엔트리(Entry)는 미국 웨스트버지니아주 펜들턴군에 위치한 비법인지구이다. 엔트리산의 동쪽 측면에서 프랭클린의 서쪽까지 연결되어 있다. GNIS 피처 ID는 1554407이다.